# Stefanie Gebauer
Stefanie Gebauer, nacida como Stefanie Wallborn, (Staaken, 1980) es una física y política alemana. En la elección presidencial alemana de 2022 fue la candidata del partido Freie Wähler.

## Biografía
Nació en la localidad de Staaken, en Alemania Oriental, en 1980. Su madre había venido a Alemania desde la Unión Soviética cuando era niña. Debido al trabajo de su padre como representante de comercio exterior en la empresa ferroviaria LEW Hennigsdorf, la familia se mudó a Pekín en 1983 y regresó en 1988. Luego, pasó el resto de su infancia en el pueblo de Hennigsdorf. Pasó un año durante el undécimo grado en Oregón, EE. UU.
Gebauer estudió física teórica y astrofísica en la Universidad Técnica de Berlín de 1999 a 2006. Trabajó en la universidad como asistente de investigación y en 2013 recibió su doctorado  con su trabajo sobre el Desarrollo de atmósferas planetarias extrasolares similares a la Tierra.
De 2016 a 2021 trabajó en el Centro Aeroespacial Alemán en el barrio berlinés de Adlershof. A principios de 2021, se convirtió en asistente de investigación del grupo parlamentario de la coalición BVB/FW en el parlamento del estado de Brandeburgo. Allí se convirtió en especialista del comité legislativo de investigación del coronavirus COVID-19.
Gebauer está casada, tiene una hija y vive en Kremmen, Brandeburgo.

### Política
Se hizo miembro de la CDU en 2013. Se presentó como candidata en las elecciones locales de Brandeburgo de 2014 y se convirtió en miembro del consejo municipal de Kremmen. Allí se convirtió en presidenta de la comisión de finanzas. Cuando Gebauer no fue nominada como candidata a alcalde por la dirección local de la CDU, dejó el partido en diciembre de 2015.
Después de eso, inicialmente quiso unirse al grupo parlamentario local del SPD/Los Verdes, pero luego decidió no hacerlo y se unió al grupo parlamentario UWG/LGU (una comunidad electoral independiente cuya temática es la agricultura, horticultura y medio ambiente) porque quería seguir en el cargo sin ser de ningún partido. En la reunión del consejo de la ciudad se convirtió en vicepresidenta. Después de las elecciones locales de 2019, el SPD y la UWG/LGU se fusionaron para formar un grupo parlamentario y Gebauer fue elegida presidenta del ayuntamiento.
En el año 2021 se unió a Freie Wähler. En las elecciones federales de 2021, se postuló sin éxito como candidata directa a diputada en el distrito electoral de Oberhavel-Havelland II. El 3 de febrero de 2022, los Votantes Libres nominaron a Gebauer como candidata para la elección del Presidente Federal. Perdió ante la reelección de Frank-Walter Steinmeier, recibiendo 58 votos, lo que representó el 3,9% de los votos electorales totales.